# Северномакедонский диалект

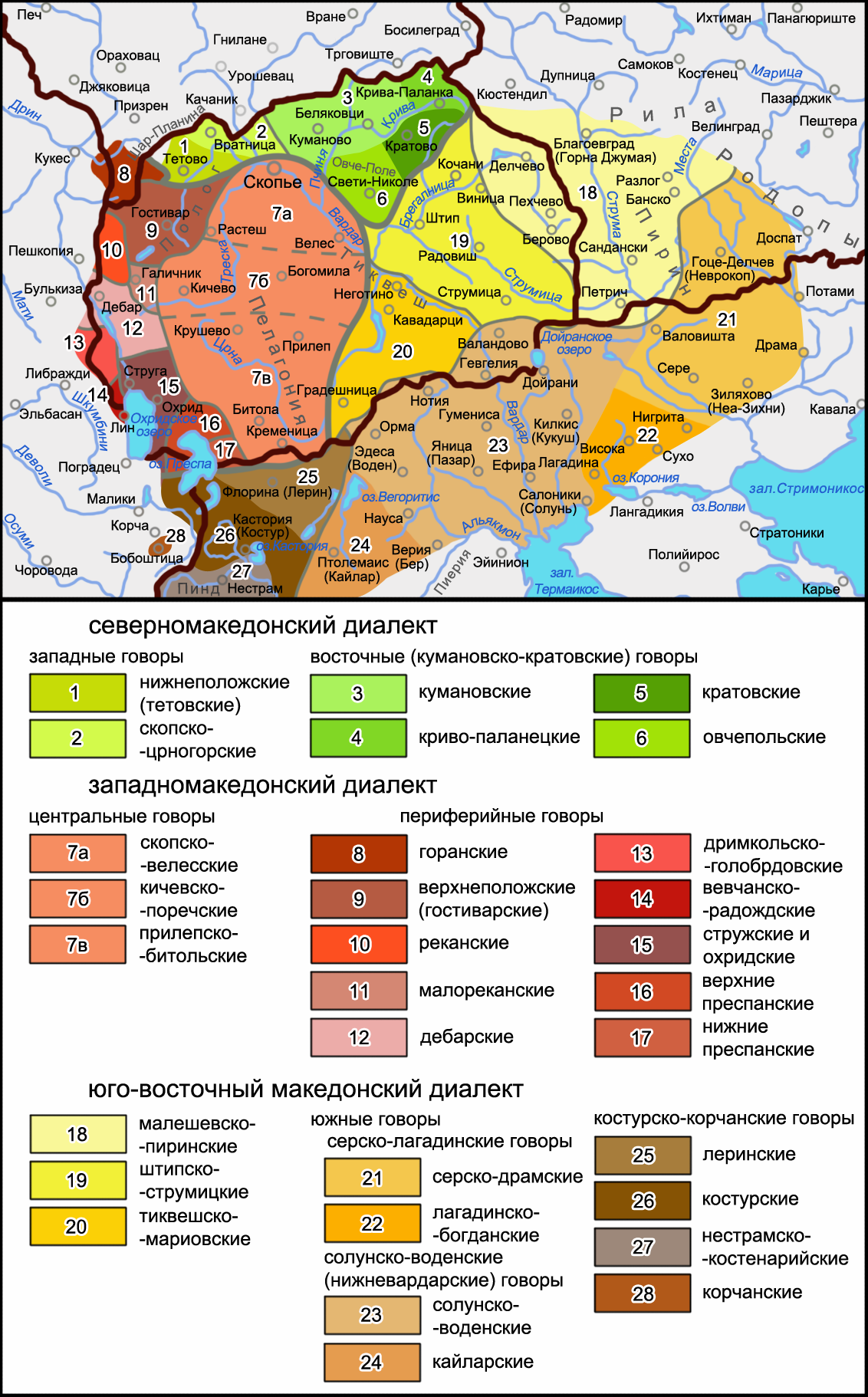
Северномакедонский ареал на карте македонских диалектов

Северномакедо́нский диале́кт (также северномакедонская диалектная группа, северномакедонское наречие; макед. северномакедонско наречје) — диалект македонского языка, распространённый в северной части македонского языкового ареала. Является одним из трёх традиционно выделяемых македонских диалектов наряду с западномакедонским и восточномакедонским. В его состав включают говоры северных районов Республики Северная Македония: нижнеположские (тетовские), скопско-црногорские, кумановские, кратовские, кривопаланецкие, овчепольские, и иногда говоры юго-западных районов Косова и Метохии и приграничных с ними районов Албании: горанские.
Говоры северномакедонского ареала по целому ряду языковых черт близки говорам торлакского наречия и крайне западным болгарским говорам, с которыми образуют единый непрерывный диалектный континуум.
Для северномакедонских говоров характерны отличия от говоров западномакедонского и восточномакедонского диалектов на всех языковых уровнях — южная граница северномакедонского диалекта обозначена пучком из более, чем 45 фонетических и структурно-грамматических изоглосс. Предполагается, что основные различительные признаки, выделяющие северномакедонский ареал, сформировались уже к XIII веку.
Северномакедонский диалект характеризуется такими фонетическими и морфологическими признаками, как: наличие гласной /у/ на месте праславянской носовой *ǫ: рука (макед. литер. рака «рука»); развитие на месте слоговой *l̥ гласной фонемы /y/ (вук — макед. литер. волк «волк») и сочетания лу после зубных согласных (длуго — макед. литер. долго «долго»); распространение флексии -мо у глаголов 1-го лица множественного числа: имамо (макед. литер. имаме «имеем») и т. д.

## Классификация
В составе северномакедонского диалекта выделяют следующие говоры, группирующиеся в два ареала — западный и восточный:
- западные говоры:
  - нижнеположские (тетовские) говоры;
  - скопско-црногорские говоры;
  - горанские говоры.
- восточные (северо-восточные, кумановско-кратовские) говоры:
  - кумановские говоры;
  - кратовские говоры;
  - кривопаланецкие говоры;
  - овчепольские говоры.

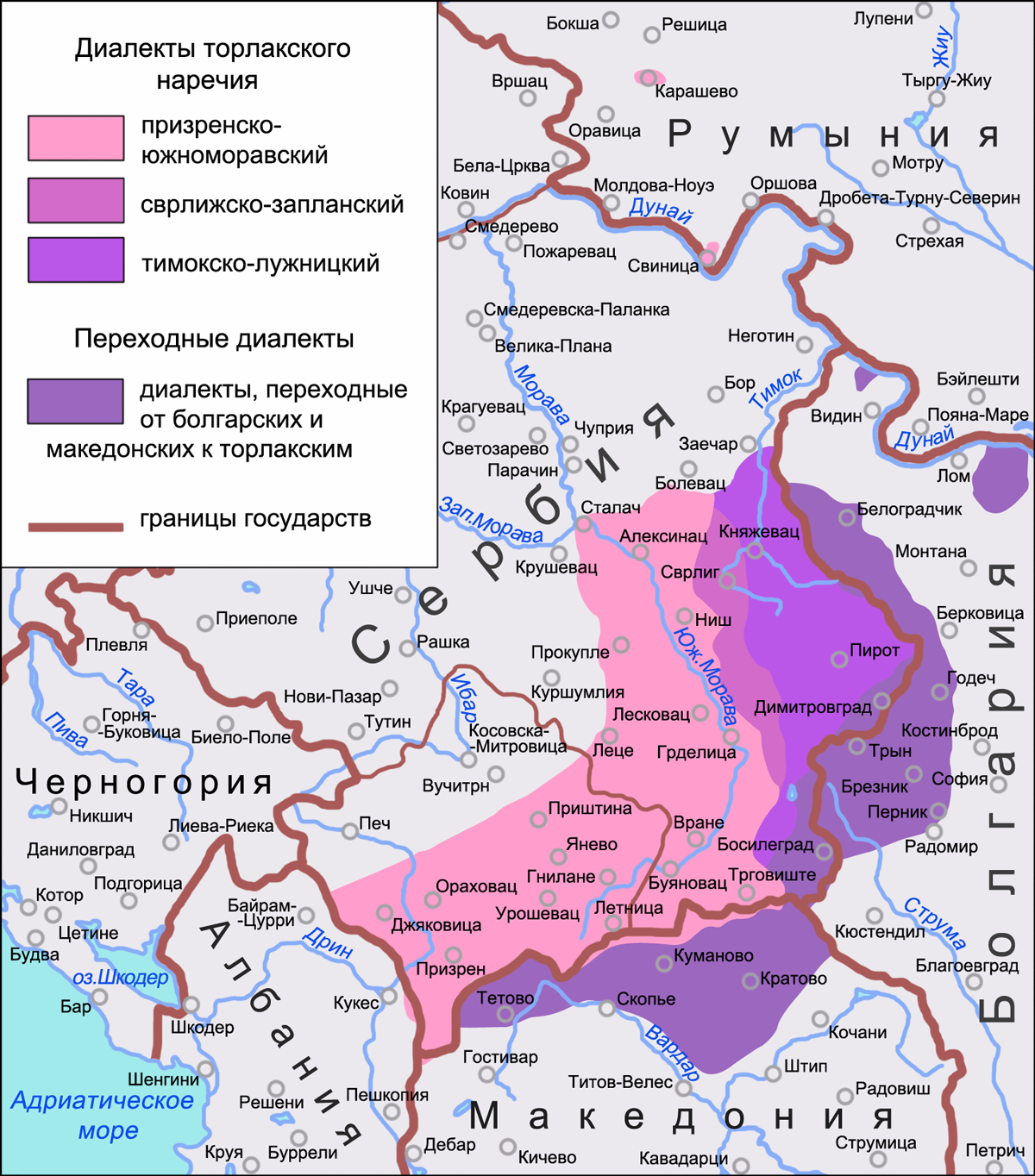
Торлакское наречие

В традициях македонского языкознания горанские говоры, распространённые в регионе Гора (на северных и западных склонах Шар-Планины), причисляются к македонскому диалектному ареалу. Согласно утверждению сербских и хорватских диалектологов, горанский ареал относят к торлакскому наречию сербохорватского диалектного ареала. В частности, горанские говоры, как и остальные славянские говоры Косова и Метохии, на диалектологической карте П. Ивича включены в состав призренско-южноморавского диалекта торлакского наречия.
Более того, сербский лингвист С. Милорадович отмечает, что в последнее время в Сербии появляются работы, в которых утверждается сербская лингвистическая принадлежность северномакедонского ареала. По её мнению, говоры сербского типа на периферии призренско-тимокского ареала в Македонии длительное время рассматривались в сербской диалектологии исключительно как северномакедонские говоры только по причинам экстралингвистического характера. Также некоторые сербские исследователи рассматривают северномакедонские говоры как идиомы особого переходного балкано-славянского диалектного типа.
Некоторые диалектологи не выделяют северномакедонский диалект как самостоятельную диалектную единицу, разделяя при этом весь македонский диалектный ареал на две части — западную и восточную. В классификации, основанной на работах Б. Видоески и Б. Конески (опубликована в издании «The Slavonic Languages», 1993), нижнеположские (тетовские), скопско-црногорские и горанские говоры отнесены к западномакедонской диалектной группе, а восточные (кумановско-кривопаланецкие) говоры отнесены к восточномакедонской диалектной группе:
- западномакедонские говоры:
  - горанские говоры;
  - скопско-црногорские говоры;
  - положские говоры:
    - верхнеположские (гостиварские) говоры;
    - нижнеположские (тетовские) говоры.
- восточномакедонские говоры:
  - кумановско-кривопаланецкие говоры.

В болгарской языковедческой традиции македонские диалекты считаются частью болгарского диалектного ареала.
Болгарские диалектологи включают северномакедонские говоры в состав периферийного ареала северо-западной подгруппы западноболгарской диалектной группы, при этом в горанских говорах, определяемых как смешанные, отмечается сочетание черт периферийных ареалов северо-западной и юго-западной подгрупп.

## Ареал
Ареал северномакедонского диалекта размещён на севере Республики Македония в районе города Тетово, горного массива Скопска-Црна-Гора, немного севернее Скопье, в Кумановской, Овчепольской и Кратовской областях, а также в окрестностях города Крива-Паланка.
Согласно современному административно-территориальному делению Республики Македония, северномакедонский ареал охватывает территории общин Врапчиште (северные районы), Боговинье, Тетово, Теарце, Егуновце, Брвеница (северные районы), Желино (северо-восточные районы), Кратово, Крива-Паланка, Куманово, Липково, Ранковце, Старо-Нагоричане, Свети-Николе, Лозово (восточные районы), Пробиштип, Кочани (северо-западные районы), Чешиново-Облешево (северо-западные районы), Карбинци (западные районы), Штип (северные районы), Чучер-Сандево, Петровец (северо-восточные районы) и северную часть территории административного центра Скопье.
Ареал горанских говоров, согласно современному административно-территориальному делению Сербии, охватывает бо́льшую часть территории общины Гора Призренского округа автономного края Косово и Метохия. По административно-территориальному делению частично признанной Республики Косово, горанские говоры распространены в южных и центральных районах общины Драгаш Призренского округа. В Албании горанские говоры отмечаются в нескольких сёлах общин Запод и Шиштевац округа Кукес области Кукес.
К востоку от северномакедонского ареала размещён ареал кюстендильских говоров юго-западной подгруппы западноболгарской диалектной группы, к юго-востоку — ареал малешевско-пиринских говоров восточномакедонского диалекта (в болгарской диалектологии — ареал западноболгарских благоевградских говоров). С юга к ареалу северномакедонского диалекта примыкают ареалы штипско-струмицких говоров восточномакедонского диалекта, а также ареалы центральных, верхнеположских и реканских говоров западномакедонского диалекта. На западе и севере северномакедонский ареал граничит с областью распространения албанского языка, при этом в северных районах наряду с албанскими ареалами встречаются ареалы говоров призренско-южноморавского диалекта торлакского наречия. На северо-востоке к северномакедонскому ареалу примыкает ареал босилеградских говоров северо-западной подгруппы западноболгарской диалектной группы.
В западных и центральных районах ареала северномакедонского диалекта носители македонских говоров живут среди албаноязычного этнического большинства.

## Особенности диалекта
К фонетическим особенностям северномакедонского диалекта относят такие, как:

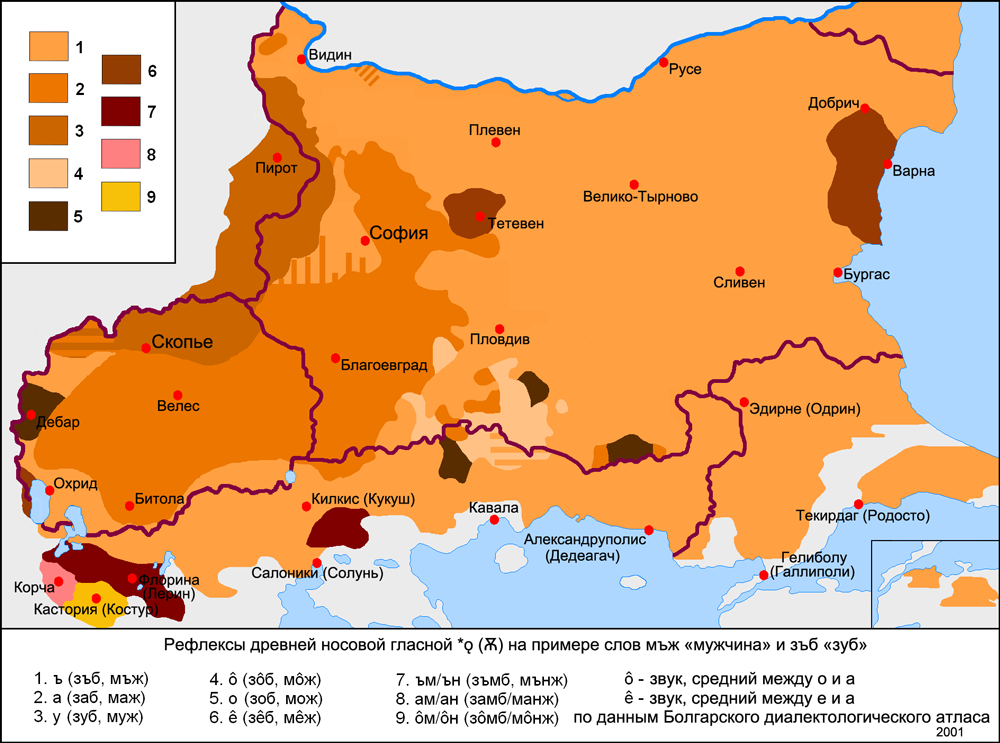
Рефлексы Ѫ (*ǫ) в северномакедонском диалектном ареале

- наличие гласной у на месте праславянской носовой *ǫ: рука (макед. литер. рака «рука»); гласная у на месте *ǫ характерна также для торлакского и штокавского наречий[19]; в большинстве македонских говоров был осуществлён переход *ǫ > а, реже — *ǫ > ă (в другом обозначении — ъ), *ǫ > о[9]; особо в северномакедонском ареале выделяются горанские говоры с рефлексом ă (пăт «дорога, путь»)[20];
- развитие на месте слоговой *l̥ гласной y (вук — литер. макед. волк «волк») и сочетания лу после зубных согласных (длуго — макед. литер. долго «долго»); слоговая *l̥ перешла в u (vuk «волк») также и в штокавском диалектном ареале[19]; в торлакском наречии *l̥ сохраняется (slza «слеза», slnce «солнце»)[21];
- переход редуцированных в сильной позиции в ă (в другом обозначении — ъ): дăн (литер. макед. ден «день»), дăш (литер. макед. дожд «дождь»); в большинстве остальных македонских говоров отмечается переход ъ > o, ь > e (ден «день», сон «сон»), переход ъ > o, ь > e характерен и для горанских говоров[20]; в штокавском наречии был осуществлён переход ъ, ь > a (dan «день», san «сон»)[19];
- сохранение корневых љ и њ: поље «поле», њива «нива» и т. д.

К морфологическим особенностям северномакедонского диалекта относят такие, как:
- распространение форм косвенных падежей существительных женского рода с флексией -у: дом на културу «дом культуры»;
- распространение (как и в говорах торлакского наречия) у существительных множественного числа на -а окончания -е: куќе «дома́»;
- наличие флексии -мо у глаголов 1-го лица множественного числа настоящего времени: имамо «имеем»; подобная флексия встречается в глагольных формах торлакского и штокавского наречий[22];
- наличие флексии -в у глаголов 3-го лица множественного числа настоящего времени: имав «имеют» и т. д.

Разного рода диалектные особенности выделяют западный и восточный ареалы северномакедонского диалекта, например, в восточных (кумановско-кратовских) говорах ударение падает на определённую морфему и изменяется в парадигме без ограничений, за исключением конечного открытого слога существительных, в то время как в западных говорах ударение всегда падает на третий от конца слова слог; на востоке отмечается употребление членной морфемы артикля мужского рода в форме единственного числа -о, на западе употребляется морфема -от; на востоке отмечается отсутствие тройного постпозитивного определённого артикля, в то же время в западных говорах тройной артикль употребляется и т. д. Нередко те или иные морфологические черты северномакедонского диалекта связывают его либо с восточным, либо с западным македонскими ареалами. Так, распространение личного местоимения мужского рода в 3-м лице единственного числа в именительном падеже он «он» охватывает также бо́льшую часть говоров восточномакедонского диалекта; отсутствие флексии -т в формах глаголов 3-го лица единственного числа настоящего времени, характерное для северномакедонского диалекта, известно и в восточномакедонском ареале; в то же время наличие косвенных падежей личных местоимений характерно для всего северномакедонского и западномакедонского ареалов и неизвестно в восточномакедонском.